# Joseph Guillaume Levieux
Pour les articles homonymes, voir Levieux.
Joseph Guillaume Levieux, sieur de La Vieuxville (vers 1642 - 1706, Saint-Brieuc), trésorier général des Finances de Bretagne, conseiller du roi, était intendant des finances en l'armée du duc de Montpensier et de dame Marie l'Huillier. Joseph était cousin de Charles Ier de La Vieuville.

## Héritage
Joseph est lié à la famille Levieux de La Hauteville en Île-de-France, il s'est marié à Saint-Malo une jeune dame bretonne, Jeanne L'Huillier:

- leur fils aîné Pierre Guillaume, l'évêque de Saint-Brieuc[2] né à Saint-Malo en 1667, devenu un membre du clergé de renom en Bretagne.